# 1598
| 1598               |
| ------------------ |
| Dødsfald - Fødsler |
| • Begivenheder     |

| Gregoriansk kalender | 1598 MDXCVIII           |
| Ab urbe condita      | 2351                    |
| Armensk kalender     | 1047 ԹՎ ՌԽԷ             |
| Kinesiske kalender   | 4294 – 4295 丁酉 – 戊戌 |
| Etiopisk kalender    | 1590 – 1591             |
| Jødisk kalender      | 5358 – 5359             |
| Hindukalendere       |                         |
| - Vikram Samvat      | 1653 – 1654             |
| - Shaka Samvat       | 1520 – 1521             |
| - Kali Yuga          | 4699 – 4700             |
| Iransk kalender      | 976 – 977               |
| Islamisk kalender    | 1007 – 1008             |

Konge i Danmark: Christian 4. 1588 – 1648
Se også 1598 (tal)

## Begivenheder
- 7. januar – Boris Godunov overtager tronen i Rusland
- 21. februar - Boris Godunov krones til zar i Rusland
- 13. april – Henrik 4. af Frankrig udsteder Nantes-ediktet der giver Huguenotterne udstrakt trosfrihed
- 8. maj – en brand hærger i den norske by Trondheim

## Født
- Kirsten Munk

## Dødsfald
- 13. september – Philip II af Spanien, spansk konge.